# Vincenzo Barone
Vincenzo Barone (Ancona, 8 novembre 1952) è un chimico italiano, attivo nel campo della chimica teorica e computazionale, direttore della Scuola normale superiore dal 2016 al 2019.

## Biografia
Nato ad Ancona ma napoletano di origini e formazione, Vincenzo Barone nel 1971 tenta l’ingresso alla Scuola normale superiore, passa lo scritto ma non l'orale, così si iscrive all'Università degli Studi di Napoli Federico II. Dopo la laurea in Chimica nel 1976, con lode, ha perfezionato la sua formazione scientifica presso le Università di Marsiglia,
Grenoble, Parigi, Erlangen-Norimberga, Montréal e Berkeley. Nel 1984 è diventato professore associato e nel 1994 professore ordinario di chimica fisica presso l'Università degli Studi di Napoli Federico II. Da fine 2008 è professore ordinario di chimica teorica e computazionale presso la Scuola normale superiore.
Nel triennio 2011-2013 ha presieduto la Società chimica italiana (SCI). È membro dell'Accademia Internazionale di Scienze Quantistiche Molecolari (IAQMS), della European Academy of Sciences e fellow della Royal Society of Chemistry.
Preside della Classe di Scienze della Scuola Normale Superiore dal 2015, e Direttore dal 2016 al 2019.
L'11 aprile 2018 è diventato socio dell'Accademia delle scienze di Torino.
È l'attuale presidente del Gruppo di Esperti della Valutazione dell'area chimica dell'agenzia nazionale ANVUR.
Il 15 giugno 2016 è stato eletto Direttore della Scuola normale superiore per il quadriennio 2016-2020. La sua direzione è stata da subito improntata ad aperture programmatiche verso l'esterno. Nel suo operato figurano misure a favore della parità di genere nell'accademia, dell'integrazione tra discipline scientifiche e umanistiche e della necessità di creare reti tra scuole superiori, quale la federazione della Scuola Normale Superiore con la Scuola Superiore Sant'Anna e l'Istituto Universitario di Studi Superiori di Pavia. 
Il 9 gennaio 2019 ha presentato le proprie dimissioni da Direttore a seguito dell'opposizione ricevuta al suo progetto di aprire una succursale della Scuola Normale Superiore a Napoli, sullo stile di quella già esistente a Firenze. Si sono schierati contro il progetto la maggioranza del senato accademico della Scuola e gli esponenti pisani (tra cui il sindaco) della Lega, nonostante la lettera ufficiale di supporto del Ministro Bussetti ed il sostegno all’iniziativa da parte di 350 accademici e intellettuali di tutto il mondo.
Da allora, il prof.Barone è rimasto come professore ordinario presso la SNS, pur contribuendo come parte del Consiglio di Coordinamento nella nuova Scuola Superiore Meridionale a Napoli. È in pensione dal novembre 2023.

## Attività di ricerca
Barone è coautore di oltre 850 pubblicazioni su riviste internazionali e diversi capitoli di libri, con oltre 50000 citazioni (4252, 4443, 4925, 4597 e 4585 in 2013, 2014, 2015, 2016 e 2017 rispettivamente), una media di citazioni di 73 per articolo e un indice-h di 90 (60 per articoli pubblicati dal 2000, 43 dal 2005 e 28 dal 2010); 10 articoli sono stati citati più di 1000 volte e 68 più di 100 volte ognuno. I contributi scientifici più significativi includono sviluppi fondamentali nella Teoria del Funzionale Densità, nella teoria di solvatazione, nella spettroscopia computazionale, collaborando allo sviluppo del codice di chimica quantistica GAUSSIAN, insieme alle applicazioni all’avanguardia in chimica dei materiali, scienze biologiche, nanoscienze e beni culturali. 
È stato Presidente della Società Chimica Italiana, uno dei membri del Comitato nazionale dei garanti per la ricerca (nominato dal ministro Francesco Profumo assieme ad altre sei personalità accademiche), è fellow della Royal Society of Chemistry e della European Academy of Sciences, nonché socio corrispondente dell’Accademia dei Lincei.
Nel 2012 si aggiudica uno degli ERC Advanced Grant, i finanziamenti europei dedicati alla ricerca di eccellenza, con il progetto DREAMS (Development of a Research Environment for Advanced Modelling of Soft matter), tramite il quale realizza presso la Scuola Normale Superiore il Centro DreamsLab, che, nel 2016, viene annesso al http://smart.sns.it/ (Strategie Multidisciplinari Applicate alla Ricerca e alla Tecnologia), di cui è Direttore.
Il gruppo di ricerca afferente al Laboratorio SMART è composto da oltre 40 persone, tra ricercatori, dottorandi, post-doc e personale SNS, oltre che da collaboratori di altri enti/istituti.
L’attività di ricerca è legata principalmente alla Chimica Teorica Computazionale ed è volta essenzialmente allo sviluppo, validazione e applicazione di metodologie basate sulla meccanica quantistica e la termodinamica statistica allo studio di sistemi molecolari complessi.
All’attività di ricerca “pura”, si affianca l’attività del Centro di realtà virtuale e aumentata, l’infrastruttura HPC Archiviato il 19 gennaio 2019 in Internet Archive., che fornisce supporto tecnico per il calcolo ad alte prestazioni e il gruppo ELiTe Archiviato il 19 gennaio 2019 in Internet Archive. che si occupa di studi sperimentali di fonetica e fonologia articolatoria e neurolinguistica.